# Karmsund
El estrecho de Karm o Karmsund es un estrecho del mar del Norte que separa la parte continental de Noruega de la pequeña isla de Karmøy. Administrativamente el estrecho divide los municipios de Karmøy y Haugesund, ambos en el condado de Rogaland. Hay un puente que cruza el estrecho, el puente del Karmsund, que se completó en 1955. 

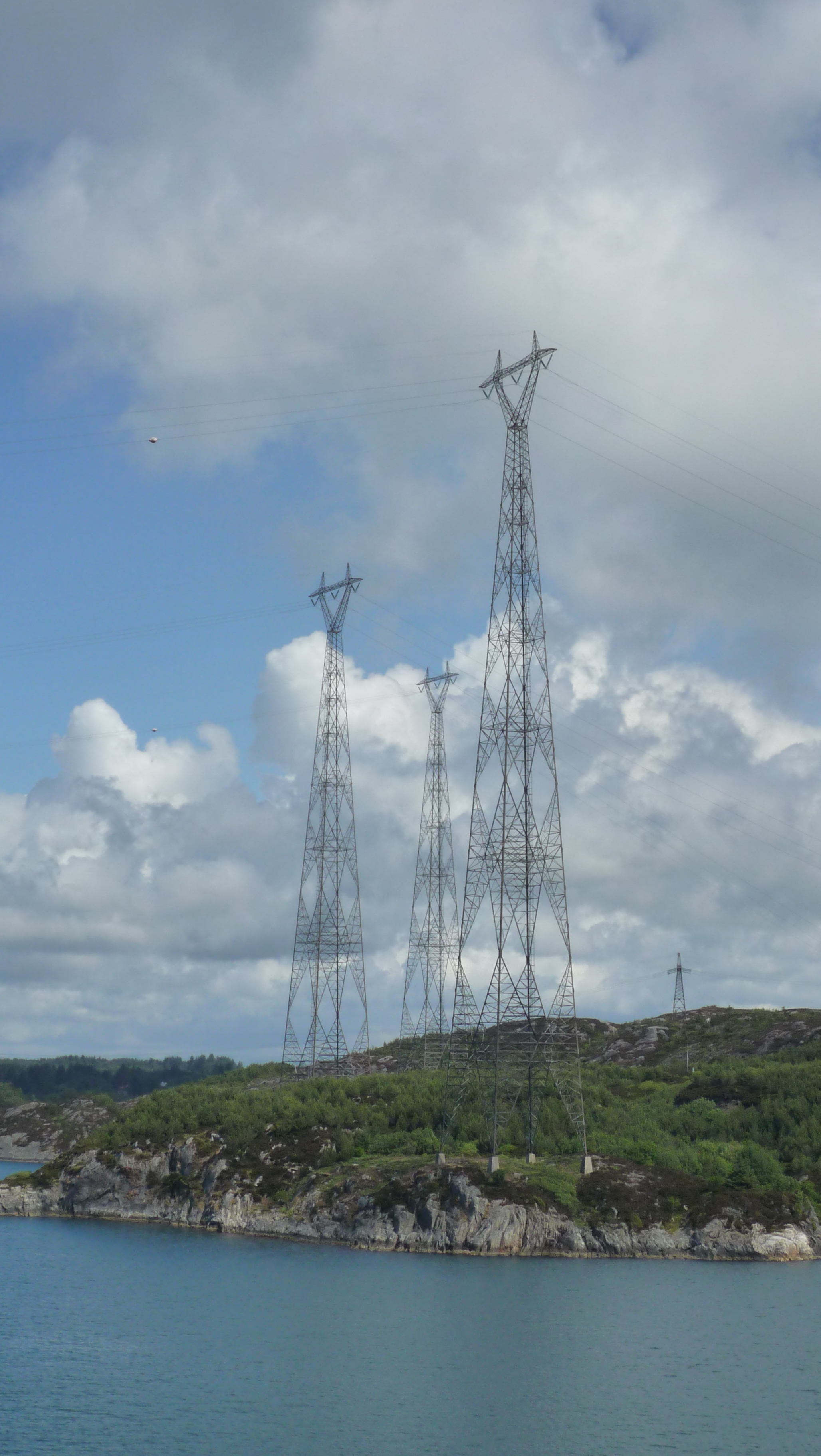
Las altas torres de alta tensión que cruzan el estrecho

Cerca de la fábrica de Norsk Hydro hay tres líneas de alta tensión que cruzan el Karmsund con postes de electricidad de 143 m de altura, los más altos del país.
Por encima de Karmsund, cerca de la ciudad de Haugesund, está Haraldshaugen, un monumento que conmemora el lugar de entierro tradicional de varios de los primeros gobernantes de Noruega, incluyendo el rey Harald I.
Karmsund es también el nombre de un periódico local, Karmsund Avis.